# Carl Cheffers

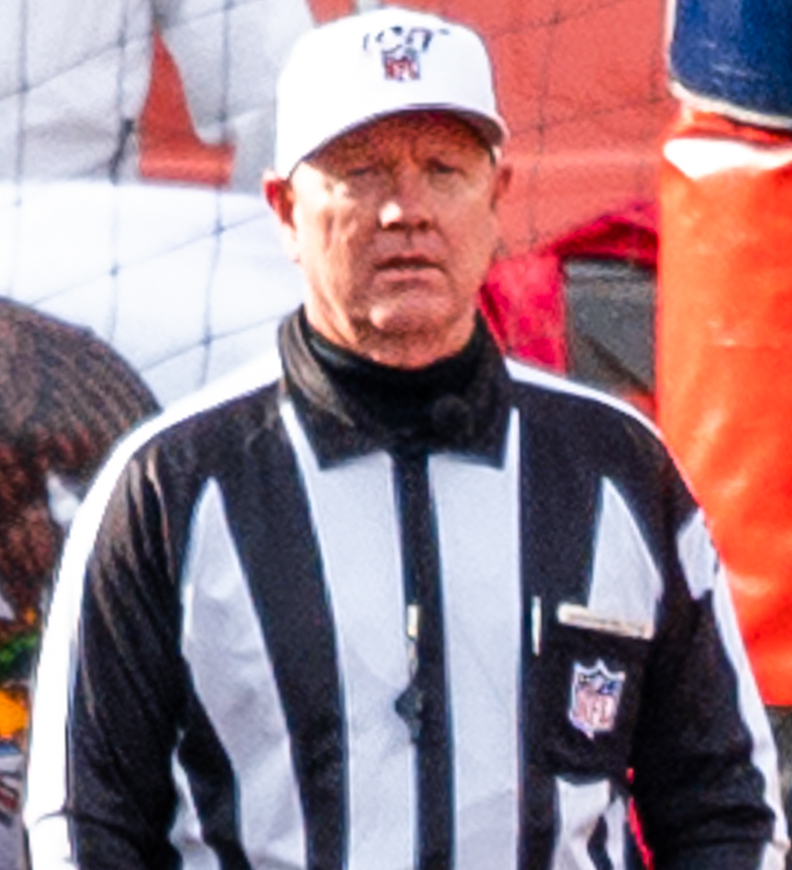
Carl Cheffers (2019)

Carl Cheffers (* 22. Juli 1960 in Whittier, Kalifornien) ist ein US-amerikanischer Schiedsrichter im American Football, der seit der Saison 2000 in der NFL tätig ist. Er war Schiedsrichter der Super Bowls LI, LV und LVII und trägt die Uniform mit der Nummer 51.

## Karriere
Als Student am College entdeckte Cheffers sein Interesse an der Schiedsrichterei durch seinen Vater und fing an sich, durch Einsätze ein zusätzliches Einkommen zu verdienen. Von Beginn der 1980er-Jahre an leitete er High-school-Spiele und später auch zwei Championship-Spiele. Im Jahr 1995 begann seine Zeit als College-Schiedsrichter in der Pac-10 Conference und der Western Athletic Conference. Später wurde er von der NFL angeworben und startete mit Beginn der Saison 2000 als Side Judge in der NFL. Nach acht Jahren an der Seite von Larry Nemmers und nach dem Rücktritt von Gerald Austin wurde er zur Saison 2008 zum Hauptschiedsrichter befördert.
Zum ersten Mal fiel er 2010 auf, als er sich bei der Durchsage mehrerer Strafen in einem Spielzug im Spiel zwischen den Dallas Cowboys und den Houston Texans stark verhaspelte und mehrmals bei seinen Kollegen nach der richtigen Ansage fragen musste. Trotzdem gelang ihm es nicht, seine Durchsage souverän zu beenden. Von Fans und Experten wurde dieser Moment mit Humor genommen und als Beweis dafür angesehen, dass auch Schiedsrichter nur Menschen sind und Fehler machen können.
Cheffers leitete die Super Bowls LI, LV und LVII. Super Bowl LI war der erste Super Bowl, der in die Overtime ging, sodass Cheffers vor allem beim Münzwurf zu Beginn der Overtime im Mittelpunkt stand.

## Privates
Cheffers' Vater war ebenfalls Schiedsrichter im American Football. Er ist mit Nanette Cheffers verheiratet und hat einen Sohn und eine Tochter. Er lebt in Whittier, Kalifornien.